# Ugly Side of Love
Ugly Side of Love é o álbum de estréia da banda inglesa Malachai. O álbum foi originalmente lançado pela Invada Records a 11 de fevereiro de 2009, mas foi relançado pela Domino Records a 19 de abril de 2010.

## Faixas
| N.º | Título               | Compositor(es) | Duração |  |
| 1.  | "Warriors"           | Malachai       | 3:06    |  |
| 2.  | "Shitkicker"         | Malachai       | 3:21    |  |
| 3.  | "Snake Charmer"      | Malachai       | 1:09    |  |
| 4.  | "Snowflake"          | Malachai       | 3:30    |  |
| 5.  | "Blackbird"          | Malachai       | 2:16    |  |
| 6.  | "Moonsurfin"         | Malachai       | 1:34    |  |
| 7.  | "Meech's Theme"      | Malachai       | 0:56    |  |
| 8.  | "Only for You"       | Malachai       | 2:47    |  |
| 9.  | "Lay Down Stay Down" | Malachai       | 2:33    |  |
| 10. | "Another Sun"        | Malachai       | 2:25    |  |
| 11. | "How Long"           | Malachai       | 3:12    |  |
| 12. | "Fading World"       | Malachai       | 3:55    |  |
| 13. | "Simple Song"        | Malachai       | 1:56    |  |